# Al-Seeb Club
Der al-Seeb Club (arabisch نادي السيب, DMG Nādī s-Sīb) ist ein omanischer Sportklub mit Sitz in der Stadt Sib innerhalb des Gouvernements Maskat.

## Geschichte
Der Klub wurde am 1. März 1972 gegründet und am 26. Juni 2002 offiziell registriert. Die zum Zeitpunkt existierenden Gemeinschaften al-Hilal, al-Butolah, al-Fadaw und al-Watan gingen in den neuen Klub auf. Erstmals in den bekannten Statistiken taucht die erste Fußball-Mannschaft in der Saison 1985/86 als Zweitplatzierter in den Play-offs um den Aufstieg in die erste Liga auf und setzte sich durch. In der ersten Spielzeit gelang hier mit 26 Punkten der vierte Platz. Im Jahr 1996 gewann man erstmals den Oman Cup. Der Titel konnte sowohl 1997 als auch 1998 verteidigt werden. In der Spielzeit 1998/99 entging man in der Liga mit 21 Punkten knapp dem Abstieg. Danach kehrte man wieder in der obere Tabellenhälfte zurück. In den kommenden Jahren konnte man oben angreifen, ohne jedoch eine Chance auf die Meisterschaft zu haben. In der zweiten Hälfte der 2000er Jahre ging es in der Tabelle abwärts bis man zum Ende der Spielzeit 2009/10 mit 24 Punkten und dem schlechteren Torverhältnis als letzter der Tabelle abstieg. Zur Spielzeit 2012/13 gelang die Rückkehr in die oberste Spielklasse. 2014/15 stieg der Klub mit 18 Punkten ein weiteres Mal als letzter ab. In der Folgespielzeit erreichte man die Aufstiegsrunde, wo man mit neun Punkten jedoch scheiterte. In der nächsten Spielzeit erging es der Mannschaft ebenso. 2018/19 gelang es, mit 20 Punkten auf dem zweiten Platz wieder ins Oberhaus zurückzukehren. In der Folgespielzeit 2019/20 gelang erstmals die Meisterschaft. und 2021/22 gewann man dann das Triple aus Meisterschaft, Pokal sowie dem Omani Super Cup. Außerdem gewann der Verein am 22. Oktober 2022 mit dem AFC Cup auch erstmals einen internationalen Titel, als man im Finale den malaysischen Verein Kuala Lumpur City FC mit 3:0 besiegte.

## Stadion
Seine Heimspiele trägt der Klub im 14.000 Zuschauer fassenden al-Seeb-Stadion in Sib aus.

## Erfolge
- Oman Professional League: 2020, 2022, 2024, 2025
- Oman Cup: 1996, 1997, 1998, 2022
- Oman FA Cup: 2007, 2023
- Omani Super Cup: 2020, 2022, 2023
- AFC Cup: 2022